# Зюльт

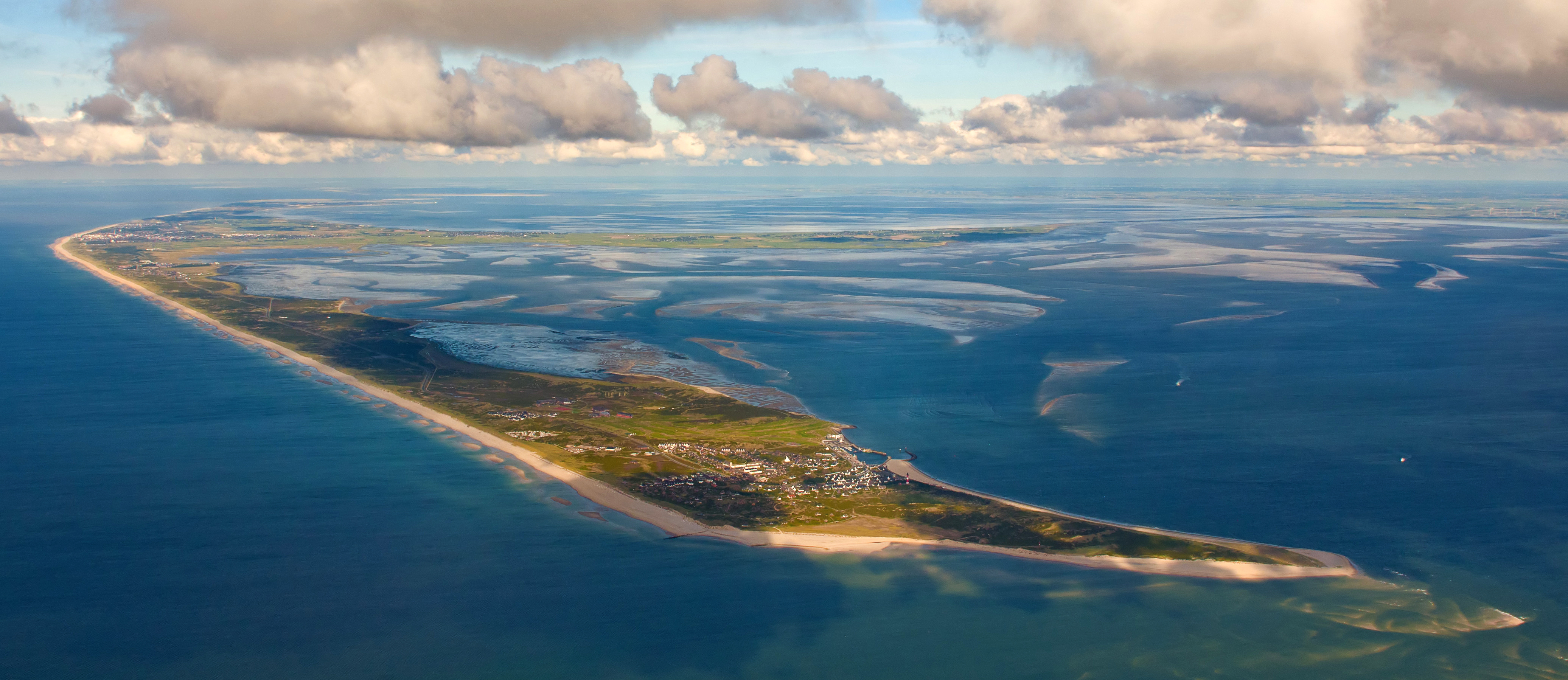

Зюльт (нім. Sylt [ˈzʏlt], півн.-фриз. Söl', дан. Sild) — острів у Північному морі, з 1927 року з'єднаний дамбою (довжина 11,2 км) із сушею. Належить Німеччині.
Протяжність острова — більше 38 км.
Площа — 99 км2.
Адміністративний центр — містечко Вестерланд.
Морський курорт, одне з найпопулярніших місць відпочинку в Німеччині. Відомий своїм піщаним пляжем завдовжки 40 км.
Економіка острова ґрунтується на туризмі. З середини 1970 років сільське господарство, лісозаготівлі та скотарство відіграють дедалі меншу роль в економіці острова. Значна частина робочої сили острова (близько 3 тис. осіб) займається трудовою діяльністю на материковій частині Німеччини.

## Етимологія назви
Назва Зюльт уперше згадується 1141 року в дарчій книзі монастиря Одензе. Про походження назви існує декілька теорій. За однією з них назва «Зильт» походить від англійського sill («поріг») або від данського syld (староданська мова: syll «поріг, фундамент») і означала «поріг землі, суходолу».
За іншою версією назву виводять від прагерманського слова *Selhiþō («місце морських котиків»), від *selha («морський котик»; дан. sæl, англ. seal) та суфікса -iþō. Те саме походження може мати назва норвезького острова Зільд (Sild), спорідненим вважають також топонім Зеландія.

## Історія
Острів був заселений вже у кам'яну добу. На Зильті знайдено залишки 47 мегалітів. З бронзової доби збереглися курганні поховання заввишки 5–7 м. Багато давніх курганів було розорано чи забудовано. Біля містечка Тіннум збереглися фортифікаційні укріплення з початку нашої ери — Тіннумбург. Під час повторного заселення острова у VIII столітті вікінги використовували вали старих укріплень для будівництва власних поселень. З часів вікінгів збереглося небагато залишків матеріальної культури та декілька пагорбів, де знаходилися поселення, захищені від штормів.
З 460 року на острові існувала гавань і порт. Беда Преподобний згадує про похід англів з цього острова проти романо-бритів та кельтів. Знахідки меровінгських монет дають можливість археологам робити припущення про заселення фризами Зильта й сусідніх островів під натиском Франкського королівства. Найдавніша церква Зильта — церква Святого Северина. Перша церква була споруджена 1020 року на місці колишнього святилища Одіна. До нас дійшла церква 1216 року, побудована одночасно з церквами на островах Пельворм і Фер. 1241 року Зильт (Syld) згадується у книзі «Waldemar-Erdbuch», де перераховані володіння данського короля Вальдемара II.
1386 року данська королева Маргрет I передала Зильт разом з герцогством Шлезвіг герцогу Гольштейну Герхарду IV. 1644 року біля Зильта відбулася морська битва між данським та голландсько-шведським флотами. 1640 року вперше згадується Зильтська школа в містечку Кайтум. Після Дансько-німецької війни 1866 року Зильт перейшов до Пруссії.
1927 року було споруджено 11-кілометрову греблю, що поєднала острів з суходолом. У 1930-ті роки острів був улюбленим місцем відпочинку впливових націонал-соціалістів, зокрема Германа Герінга.
1945 року на острові розселили німців, депортованих зі Східної Пруссії.
З 1950-х років Зильт стає дедалі популярнішим німецьким курортом, зберігаючи цей статус до сьогодні.